# Gedida
Gedida (Arabic: جديدة; 'nieuw') is het derde studioalbum van de Belgische zangeres Natacha Atlas. Het werd in 1999 door Mantra Records uitgebracht. In het Midden-Oosten kwam het uit onder de titel Guzouri, met een alternatieve tracklist. Het nummer 'Feres' verscheen oorspronkelijk op het album Diaspora (1995).
Hoewel haar bekendheid inmiddels was toegenomen, brak Atlas met Gedida pas echt door. In de Franse hitlijst bereikt het album de negentiende plaats. De verkoopcijfers overtroffen die van de vorige twee albums samen. Van de single 'Mon Amie La Rose', een cover van de Franse zangeres Françoise Hardy, gingen 130.000 exemplaren over de toonbank en bereikte de zestiende plaats.
De elektronische wereldmuziekband Transglobal Underground, waar Atlas tot dan toe onderdeel van was, produceerde meerdere nummers, zoals 'Mon Amie La Rose', 'Mistaneek' en 'Kifaya'. Voor het nummer 'One Brief Moment' werkte Atlas samen met de Britse componist David Arnold. Voor de vernieuwde uitgave van het album nam Atlas het nummer 'Mistaneek' opnieuw op, deze keer met de Frans-Marokkaanse band Sawt El Atlas.
Op het prestigieuze Franse muziekgala Victories de la Musique won Atlas een award in de categorie Best Female Singer.
Door het succes van Gedida besloot ze Transglobal Underground te verlaten.

## Tracklist
Internationale editie:
1. Mon Amie La Rose - 4:47
2. Aqaba - 4:37
3. Mistaneek - 4:15
4. Bahlam - 4:32
5. Ezzay - 5:18
6. Bastet - 6:17
7. The Righteous Path - 6:48
8. Mahlabeya - 3:29
9. Bilaadi - 6:18
10. Kifaya - 8:59
11. One Brief Moment - 5:27

Midden-Oosterse editie:
1. Aqaba - 4:37
2. Mistaneek - 4:15
3. Bahlam - 4:32
4. Ezzay - 5:18
5. Kifaya - 8:59
6. Mon Amie La Rose - 4:46
7. Bilaadi - 5:49
8. One Brief Moment - 5:30
9. Feres - 7:37